# 竹駒駅
竹駒駅（たけこまえき）は、岩手県陸前高田市竹駒町字十日市場にある、東日本旅客鉄道（JR東日本）大船渡線BRT（バス高速輸送システム）のバス停留所である。元々は同社の大船渡線の鉄道駅であった。

## 歴史
- 1933年（昭和8年）12月15日：開業[2]。
- 1972年（昭和47年）
  - 1月1日：貨物の取り扱いを廃止[2]。
  - 2月1日：荷物扱いを廃止[3]。駅員無配置駅となる[4]。
- 1987年（昭和62年）4月1日：国鉄分割民営化により、JR東日本の駅となる[2]。
- 2011年（平成23年）3月11日：東日本大震災（東北地方太平洋沖地震）で発生した津波により流失[5]。
- 2013年（平成25年）
  - 3月2日：BRTにより仮復旧。駅は国道上に移設。
  - 9月28日：当駅周辺のバス専用道 (0.5 km) の供用に伴い、BRT用の駅舎を旧駅舎のあった場所に整備し駅を移設[6]。
- 2020年（令和2年）4月1日：気仙沼駅 - 盛駅間の鉄道事業廃止により、鉄道駅としては廃駅となる[7][8]。

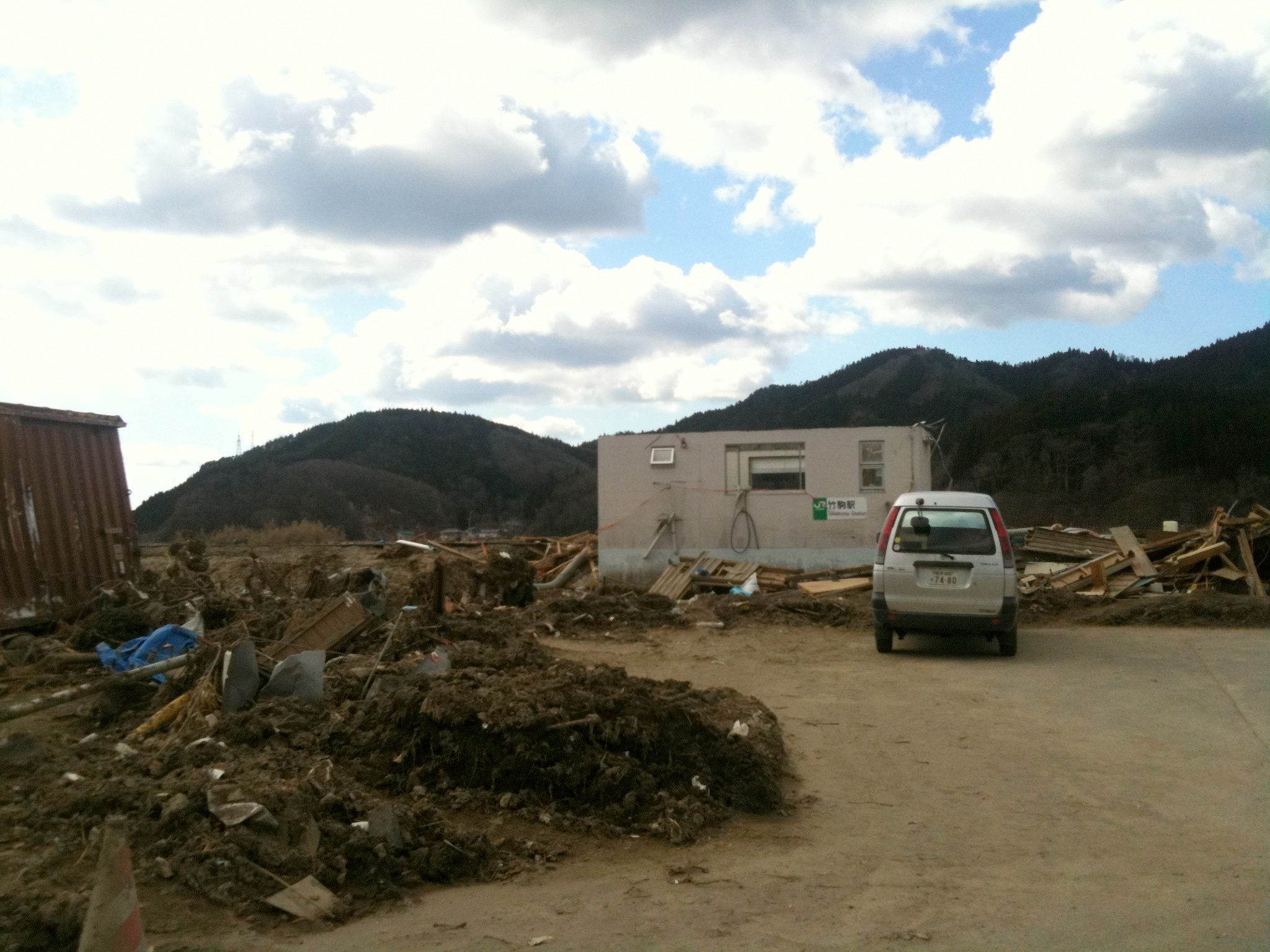
震災の被害を受けた駅（2011年4月）

## 駅構造
BRT専用道上に、上り下りの乗降場が相対して設置され、下り陸前高田方面の乗降場に待合室・トイレが設けられている。構内は2車線である。
震災前は単式ホーム1面1線を有する地上駅で、気仙沼駅管理の無人駅であった。待合所が設置されていた。

## 利用状況
JR東日本によると、2023年度（令和5年度）の1日平均乗車人員は6人である。
2013年度（平成25年度）以降の推移は以下のとおりである。
| 乗車人員推移       | 乗車人員推移     | 乗車人員推移    |
| 年度               | 1日平均 乗車人員 | 出典            |
| ------------------ | ---------------- | --------------- |
| 2013年（平成25年） | 12               | [ 利用客数 2 ]  |
| 2014年（平成26年） | 13               | [ 利用客数 3 ]  |
| 2015年（平成27年） | 17               | [ 利用客数 4 ]  |
| 2016年（平成28年） | 11               | [ 利用客数 5 ]  |
| 2017年（平成29年） | 12               | [ 利用客数 6 ]  |
| 2018年（平成30年） | 15               | [ 利用客数 7 ]  |
| 2019年（令和元年） | 10               | [ 利用客数 8 ]  |
| 2020年（令和02年） | 9                | [ 利用客数 9 ]  |
| 2021年（令和03年） | 7                | [ 利用客数 10 ] |
| 2022年（令和04年） | 6                | [ 利用客数 11 ] |
| 2023年（令和05年） | 6                | [ 利用客数 1 ]  |

## 駅周辺
- 国道340号
- 国道343号
- 岩手銀行高田支店
- 北日本銀行高田支店
- 東北銀行高田支店
- 陸前高田市立竹駒小学校
- 奥州交通・碁石観光「竹駒駅前」停留所

## 隣の停留所
東日本旅客鉄道（JR東日本）
■大船渡線BRT
陸前矢作駅 - 竹駒駅 - 栃ヶ沢公園駅

### かつて存在した鉄道路線
東日本旅客鉄道（JR東日本）
■大船渡線
陸前矢作駅 - 竹駒駅 - 陸前高田駅

### 記事本文
1. 1 2 3 4  『週刊 JR全駅・全車両基地』 56号 新庄駅・気仙沼駅・鳴子温泉駅ほか80駅、朝日新聞出版〈週刊朝日百科〉、2013年9月15日、26頁。
2. 1 2 3 4  石野哲（編）『停車場変遷大事典 国鉄・JR編 Ⅱ』（初版）JTB、1998年10月1日、486頁。ISBN 978-4-533-02980-6。
3. ↑  「日本国有鉄道公示第537号」『官報』1972年1月28日。
4. ↑  「通報 ●鹿折駅ほか4駅の駅員無配置について（旅客局）」『鉄道公報』日本国有鉄道総裁室文書課、1972年1月28日、4面。
5. ↑  「【東日本大震災】JR東日本、太平洋沿岸の23駅流失」『サンケイビズ』2011年4月1日。オリジナルの2011年4月13日時点におけるアーカイブ。2011年4月7日閲覧。
6. ↑  「大船渡線BRT 臨時駅・新駅の設置及び専用道の供用開始について (PDF)」（プレスリリース）、東日本旅客鉄道盛岡支社、2013年7月11日。2013年7月17日時点のオリジナル (PDF)よりアーカイブ。
7. ↑  「気仙沼線（柳津～気仙沼間）及び大船渡線（気仙沼～盛間）における鉄道事業の廃止の日の繰上げの届出について (PDF)」（プレスリリース）、東日本旅客鉄道、2020年1月31日。2020年2月6日閲覧。
8. ↑  「鉄道事業の廃止の届出に係る廃止の日の繰上げについて (PDF)」（プレスリリース）、国土交通省東北運輸局、2020年1月29日。2020年2月1日時点のオリジナル (PDF)よりアーカイブ。2020年2月6日閲覧。

### 利用状況
1. 1 2  「BRT駅別乗車人員（2023年度） | 企業サイト：JR東日本」東日本旅客鉄道。2025年7月14日閲覧。
2. ↑  「BRT駅別乗車人員（2013年度）：JR東日本」東日本旅客鉄道。2025年7月14日閲覧。
3. ↑  「BRT駅別乗車人員（2014年度）：JR東日本」東日本旅客鉄道。2025年7月14日閲覧。
4. ↑  「BRT駅別乗車人員（2015年度）：JR東日本」東日本旅客鉄道。2025年7月14日閲覧。
5. ↑  「BRT駅別乗車人員（2016年度）：JR東日本」東日本旅客鉄道。2025年7月14日閲覧。
6. ↑  「BRT駅別乗車人員（2017年度）：JR東日本」東日本旅客鉄道。2025年7月14日閲覧。
7. ↑  「BRT駅別乗車人員（2018年度）：JR東日本」東日本旅客鉄道。2025年7月14日閲覧。
8. ↑  「BRT駅別乗車人員（2019年度）：JR東日本」東日本旅客鉄道。2025年7月14日閲覧。
9. ↑  「BRT駅別乗車人員（2020年度） | 企業サイト：JR東日本」東日本旅客鉄道。2025年7月14日閲覧。
10. ↑  「BRT駅別乗車人員（2021年度） | 企業サイト：JR東日本」東日本旅客鉄道。2025年7月14日閲覧。
11. ↑  「BRT駅別乗車人員（2022年度） | 企業サイト：JR東日本」東日本旅客鉄道。2025年7月14日閲覧。